# Patinatge de velocitat en pista curta als Jocs Olímpics d'hivern de 2006 - 500 metres masculins
Als Jocs Olímpics d'Hivern de 2006 celebrats a la ciutat de Torí (Itàlia) es disputà una prova de Patinatge de velocitat en pista curta sobre una distància de 500 metres en categoria masculina que formà part del programa oficial dels Jocs.
La prova es disputà entre els dies 22 i 25 de febrer de 2006 a les instal·lacions del Torino Palavela. Hi participaren un total de 27 patinadors de 16 comitès nacionals diferents.

## Resum de medalles
| Or               | Argent                  | Bronze       |
| Apolo Anton Ohno | François-Louis Tremblay | Ahn Hyun-Soo |

## Resultats

### Primera ronda
Els dos primers patinadors de cada ronda passen a quarts de final.
Ronda 1
| Pos. | Nom             | Temps  | Notes |
| ---- | --------------- | ------ | ----- |
| 1    | Ahn Hyun-Soo    | 42.960 | Q     |
| 2    | Dariusz Kulesza | 42.960 | Q     |
| 3    | Tyson Heung     | 43.572 |       |

Ronda 2
| Pos. | Nom                  | Temps  | Notes |
| ---- | -------------------- | ------ | ----- |
| 1    | Eric Bedard          | 42.480 | Q     |
| 2    | Jon Eley             | 42.511 | Q     |
| 3    | Vyacheslav Kurginyan | 43.183 |       |
| 4    | Alex McEwan          | 45.173 |       |

Ronda 3
| Pos. | Nom                 | Temps  | Notes |
| ---- | ------------------- | ------ | ----- |
| 1    | Wim de Deyne        | 42.883 | Q     |
| 2    | Arian Nachbar       | 43.006 | Q     |
| 3    | Volodymyr Grygoriev | 43.583 |       |
| 4    | Matus Uzak          | 45.173 |       |

Ronda 4
| Pos. | Nom                     | Temps         | Notes |
| ---- | ----------------------- | ------------- | ----- |
| 1    | Satoru Terao            | 42.607        | Q     |
| 2    | Francois-Louis Tremblay | 42.779        | Q     |
| 3    | Cees Juffermans         | 42.849        | q     |
| 4    | Seo Ho-Jin              | desqualificat |       |

Ronda 5
| Pos. | Nom             | Temps    | Notes |
| ---- | --------------- | -------- | ----- |
| 1    | Li Juajun       | 42.914   | Q     |
| 2    | Peter Darazs    | 42.929   | Q     |
| 3    | Mikhail Rajine  | 44.077   |       |
| 4    | Anthony Lobello | 1:13.722 |       |

Ronda 6
| Pos. | Nom             | Temps  | Notes |
| ---- | --------------- | ------ | ----- |
| 1    | Lee Ho-Suk      | 42.676 | Q     |
| 2    | Li Haonan       | 42.703 | Q     |
| 3    | Nicola Rodigari | 42.819 | q     |
| 4    | Pieter Gysel    | 42.980 |       |

Ronda 7
| Pos. | Nom                | Temps  | Notes |
| ---- | ------------------ | ------ | ----- |
| 1    | Apolo Anton Ohno   | 42.836 | Q     |
| 2    | Roberto Serra      | 43.120 | Q     |
| 3    | Takafumi Nishitani | 43.212 |       |
| 4    | Paul Stanley       | 43.486 |       |

### Quarts de final
Els dos primers de cada sèrie avancen a les semifinals.
Quarts de final 1
| Pos. | Nom             | Temps  | Notes |
| ---- | --------------- | ------ | ----- |
| 1    | Ahn Hyun-Soo    | 42.213 | Q     |
| 2    | Satoru Terao    | 42.471 | Q     |
| 3    | Cees Juffermans | 42.515 |       |
| 4    | Arian Nachbar   | 42.605 |       |

Quarts de final 2
| Pos. | Nom             | Temps    | Notes |
| ---- | --------------- | -------- | ----- |
| 1    | Li Juajun       | 43.105   | Q     |
| 2    | Nicola Rodigari | 43.701   | Q     |
| 3    | Peter Darazs    | 1:01.289 |       |
| 4    | Lee Ho-Suk      | 1:22.896 |       |

Quarts de final 3
| Pos. | Nom           | Temps         | Notes |
| ---- | ------------- | ------------- | ----- |
| 1    | Eric Bedard   | 42.267        | Q     |
| 2    | Jon Eley      | 42.424        | Q     |
| 3    | Roberto Serra | 42.773        |       |
| 4    | Li Haonan     | desqualificat |       |

Quarts de final 4
| Pos. | Nom                     | Temps         | Notes |
| ---- | ----------------------- | ------------- | ----- |
| 1    | Apolo Anton Ohno        | 42.020        | Q     |
| 2    | Francois-Louis Tremblay | 42.110        | Q     |
| 3    | Wim de Deyne            | 42.979        |       |
| 4    | Dariusz Kulesza         | desqualificat |       |

### Semifinals
Els dos primers de cada grup passen a la Final A i els altres a la Final B. En el cas de la primera semifinal el xinès Li Jiajun feu una maniobra prohibida contra el britànic Jon Eley, motiu pel qual el xinès fou desqualificat. Finalment Elay, tercer a la prova, fou permès de participar en la final A.
Semifinal 1
| Pos. | Nom                     | Temps         | Notes |
| ---- | ----------------------- | ------------- | ----- |
| 1    | Francois-Louis Tremblay | 42.261        | QA    |
| 2    | Apolo Anton Ohno        | 42.400        | QA    |
| 3    | Jon Eley                | 42.650        | ADV   |
| 4    | Li Juajun               | desqualificat |       |

Semifinal 2
| Pos. | Nom             | Temps  | Notes |
| ---- | --------------- | ------ | ----- |
| 1    | Ahn Hyun-Soo    | 41.826 | QA    |
| 2    | Eric Bedard     | 41.950 | QA    |
| 3    | Satoru Terao    | 42.120 | QB    |
| 4    | Nicola Rodigari | 42.131 | QB    |

### Finals
Final A
| Pos. | Nom                     | Temps  |
| ---- | ----------------------- | ------ |
| 1    | Apolo Anton Ohno        | 41.935 |
| 2    | Francois-Louis Tremblay | 42.002 |
| 3    | Ahn Hyun-Soo            | 42.089 |
| 4    | Eric Bedard             | 42.093 |
| 5    | Jon Eley                | 42.497 |

Final B
| Pos. | Nom             | Temps  |
| ---- | --------------- | ------ |
| 1    | Satoru Terao    | 42.377 |
| 2    | Nicola Rodigari | 42.398 |